# Ólmod, Vas
Ólmod (în croată Plajgor) este un sat în districtul Kőszeg, județul Vas, Ungaria, având o populație de 100 de locuitori (2011).

## Demografie
Componența etnică a satului Ólmod
     Maghiari (60,58%)
     Croați (35,04%)
     Germani (4,38%)
Componența confesională a satului Ólmod
     Romano-catolici (72%)
     Luterani (5%)
     Necunoscută (23%)
Conform recensământului din 2011, satul Ólmod avea 100 de locuitori. Din punct de vedere etnic, majoritatea locuitorilor (60,58%) erau maghiari, existând și minorități de croați (35,04%) și germani (4,38%).  Din punct de vedere confesional, majoritatea locuitorilor (72,0%) erau romano-catolici, cu o minoritate de luterani (5,0%). Pentru 23,0% din locuitori nu este cunoscută apartenența confesională.